# Max Benitz
Pour les articles homonymes, voir Benitz.
Max Benitz est un acteur britannique, né le 14 mars 1985 à Londres.

## Biographie
Max Benitz est né le 14 mars 1985 à Londres. Il a étudié de 1998 à 2003 à Harrow School, à Londres.

### Vie privée
Il fut en couple avec Olga Kurylenko. Le 3 octobre 2015, ils accueillent leur fils Alexander Max Horatio.

## Carrière

### Acteur
Il commence sa carrière au cinéma en 2003 en interprétant le rôle du lieutenant Peter Miles Calamy dans Master and Commander : De l’autre côté du monde.
En 2005, il joue avec Alex Pettyfer, Stephen Fry et Clive Standen dans le téléfilm ''Tom Brown’s Schooldays (en). L'année suivante il joue dans deux épisodes de Scotland Yard, crimes sur la Tamise.
En 2015, il tourne sous la direction et aux côtés Russel Crowe (avec qui il avait joué dans Master and Commander : De l’autre côté du monde) dans le premier film de ce dernier, intitulé La promesse d'une vie.
En 2018, il tourne un seconde fois avec son ex-compagne, Olga Kurylenko dans Mara.

### Journaliste
En 2008 et 2009 il a travaillé comme stagiaire pour le MOBY Group (en). Puis il fut en free-lance en Afghanistan où il couvrait les sujets concernant les militaires anglais.
Son premier livre, Six Months Without Sundays : The Scots Guards in Afghanistan a été publié par Birlinn en 2011.
Son deuxième livre, Retreat from Corunna est sorti en 2015.

## Filmographie

### En tant qu'acteur

#### Cinéma
- 2003 : Master and Commander : De l’autre côté du monde (Master and Commander : The Far Side of the World) de Peter Weir : Peter Miles Calamy
- 2015 : La promesse d'une vie (The Water Diviner) de Russel Crowe : Le lieutenant
- 2018 : Mara de Clive Tonge : Justin

#### Séries télévisées
- 2006 - 2007 : Scotland Yard, crimes sur la Tamise (Trial & Retribution) : James Harrogate

#### Téléfilms
- 2005 : Tom Brown’s Schooldays (en) de David Moore : Huband

### En tant que producteur
- 2015 : Alpha Beta (court métrage)
- 2016 : Love Is Thicker Than Water (long métrage)